# Hippocrates van Kos

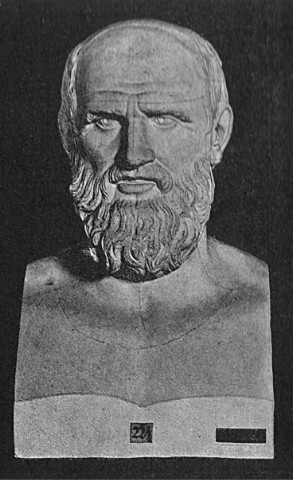
Hippocrates van Kos

Hippocrates van Kos (Oudgrieks: Ἱπποκράτης ὁ Κῷος) (Kos, ca. 460 v.Chr. – Larissa, 377 v.Chr.) was een Griekse arts. Zijn naam betekent paardentemmer. Hij wordt beschouwd als de grondlegger, de 'vader' van de westerse geneeskunde omdat hij als eerste natuurlijke in plaats van bovennatuurlijke oorzaken voor ziekten zag. Hij was een van de eersten in de westerse wereld die op basis van lichamelijke symptomen een diagnose kon stellen en daarbij een bepaalde therapie voorschreef. Hij haalde dus de geneeskunde in de westerse wereld uit de sfeer van toverij en godsdienst.
Een van de grote verdiensten van Hippocrates is dat hij de medische wetenschap scheidde van de heersende natuurfilosofische benadering. Hij legde sterke nadruk op hygiëne, zowel voor arts als patiënt, op gezonde eet- en drinkgewoonten, het belang van frisse lucht en een natuurlijk verloop van processen in het lichaam.
Hij was ervan overtuigd dat gezondheid bij de mens afhing van de balans tussen lichaamssappen; onbalans zou ziekte veroorzaken. Dit wordt de leer der humores genoemd. Het menselijk lichaam zou bestaan uit vier soorten lichaamssappen: slijm, bloed, gele gal en zwarte gal (χόλος). De fysieke en psychische toestand (het temperament) en ziekteverschijnselen werden verklaard uit het bestaande gehalte aan de verschillende sappen. Een teveel aan slijm (flegma) zou een flegmatisch of kalm temperament tot gevolg hebben; een teveel aan bloed een sanguinisch of optimistisch, gepassioneerd temperament; een teveel aan gele gal een cholerisch of prikkelbaar, opvliegend temperament; en een teveel aan zwarte gal een melancholisch, depressief temperament. Een onbalans zou behandeld moeten worden met een dieet.
Later werden deze ideeën, die lange tijd grote invloed op de medische wetenschap zouden houden, overgenomen door de invloedrijke Grieks/Romeinse arts Claudius Galenus. Deze zou de theorie verbinden met die van de vier elementen: het flegmatische verbond hij met water, het sanguine met lucht, het cholerische met vuur en het melancholische met aarde.
Eerst dacht men dat de ziekte epilepsie (van de stam van het Oud-Grieks woord λαμβάνειν (= slaan, grijpen), λη-) te maken had met de goden, die iemand met de vallende ziekte stevig aanpakten, nadat ze hem betrapten op een goddeloze daad. Hippocrates ontdekte dat het een lichamelijk fenomeen was, en dus geen straf.
Hippocrates had een praktijk en een artsenschool op zijn geboorte-eiland Kos, waar hij zijn leerlingen een hoge beroepsmoraal bijbracht. Hij ontwierp een plechtige artseneed waar hij zijn pupillen aan verplichtte en die heden ten dage ook in Nederland, België en Duitsland door artsen bij hun afstuderen wordt afgelegd. Hoewel er verschillende vormen van de eed bestaan wordt hij nog altijd de 'Eed van Hippocrates' genoemd.
Hippocrates maakte ook gebruik van extracten uit de wilgenbast als pijnstiller en koortsonderdrukker. Isolatie van de werkzame stof uit dit extract, salicylzuur, heeft in de 19de eeuw geleid tot de ontdekking van acetylsalicylzuur, dat door Bayer als eerste onder de merknaam Aspirine zou worden gecommercialiseerd.
Een verzameling van zo'n 70 tot 80 geschriften met medische onderwerpen is vernoemd naar Hippocrates: het Corpus Hippocraticum. Gezien het feit dat deze in verschillende Ionische dialecten geschreven zijn en elkaar zo nu en dan tegenspreken, staat het vrijwel zeker vast dat deze niet door Hippocrates alleen op schrift zijn gezet. Wel bevatten de werken zijn ideeën over en benadering van de medische wetenschap. De Aforismen en de Eed van Hippocrates maken deel uit van deze serie werken.